# Liste der Monuments historiques in Baudrecourt (Moselle)
Die Liste der Monuments historiques in Baudrecourt führt die Monuments historiques in der französischen Gemeinde Baudrecourt auf.

## Liste der Bauwerke
| Bezeichnung      | Beschreibung            | Standort               | Kennzeichnung | Schutzstatus | Datum | Bild           |
| ---------------- | ----------------------- | ---------------------- | ------------- | ------------ | ----- | -------------- |
| Kirche St-Pierre | aus dem 15. Jahrhundert | Rue de l’Église (Lage) | PA00106732    | Classé       | 1889  | weitere Bilder |

## Liste der Objekte
| Bezeichnung            | Beschreibung                           | Standort                       | Kennzeichnung | Schutzstatus | Datum | Bild |
| ---------------------- | -------------------------------------- | ------------------------------ | ------------- | ------------ | ----- | ---- |
| Skulptur Maria lactans | Stein, farbig gefasst, 14. Jahrhundert | in der Kirche St-Pierre (Lage) | PM57000010    | Classé       | 1984  |      |